# Sambuca di Sicilia bianco
Il Sambuca di Sicilia bianco è un vino a DOC che può essere prodotto nel comune di Sambuca di Sicilia in provincia di Agrigento.

## Vitigni con cui è consentito produrlo
- Ansonica (insolia o Inzolia) minimo 50%,
- altri vitigni a bacca bianca, non aromatici, idonei alla coltivazione per la provincia di Agrigento, fino ad un massimo del 50%.

## Caratteristiche organolettiche
- colore: giallo paglierino più o meno intenso, talvolta con riflessi

verdognoli;
- profumo: delicato, fine, intenso, caratteristico;
- sapore: secco, delicato, fresco;

## Produzione
Provincia, stagione, volume in ettolitri